# Marsyangdi
La Marsyangdi est une rivière du Népal longue d'environ 150 km. Née de la confluence de deux rivières de montagne dans le massif des Annapurna, près du village de Manang, elle traverse les districts de Manang puis de Lamjung avant de se jeter dans la Trishuli.